# Freni a V

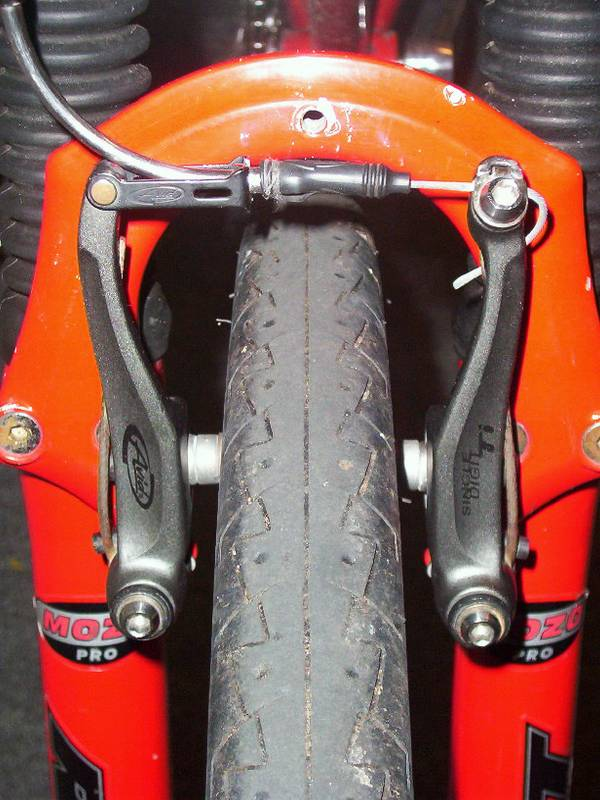
Freni a V

I freni a V (dall'inglese V-brake), chiamati anche freni a pattino, sono una tipologia di freni che hanno equipaggiato, fino all'avvento dei freni a disco, praticamente tutte le mountain bike, venendo poi introdotti in modo graduale anche su biciclette più economiche e sui modelli destinati ai bambini in sostituzione dei vecchi cantilever (progenitori dei V-Brake).

## Produzione
I freni a V rappresentano l'evoluzione dei freni a cantilever (peraltro ancora oggi usati in ciclocross) e appaiono sul mercato a metà anni novanta. Tra i primi modelli, i più noti sono stati gli Shimano XT BR-M739 a cui ne seguirono altri. 
Tali freni si caratterizzano per l'elevata potenza sviluppata, poiché sfruttano l'"effetto vantaggioso" delle leve di secondo genere, che si muovono su due perni distinti e sono azionate da un unico cavetto. Nel concreto, con un minor sforzo delle dita sulle leve al manubrio viene applicata una forza superiore sui pattini di attrito.
Il fatto che i V-Brake siano adottati su tante biciclette da fuoristrada non significa che siano tra loro uguali o che assicurino prestazioni analoghe. Il prezzo dei V-Brake varia enormemente a seconda dei materiale impiegati per la manifattura:
- Plastici per i modelli economico da pochi Euro;
- Metallici fusi, stampati o ritagliati per i modelli più usati di gamma sia economica che di alta gamma;
- Lavorazioni CNC per i modelli realizzati artigianalmente, generalmente per specifiche particolari.

I freni a V sono disponibili con braccetti in diverse misure e generalmente si dividono in standard (95-100 mm), mini V-brake (80-85 mm) e V-brake long arm (107-110 mm); la lunghezza del braccio di leva varia molto da modello a modello.

## Parti

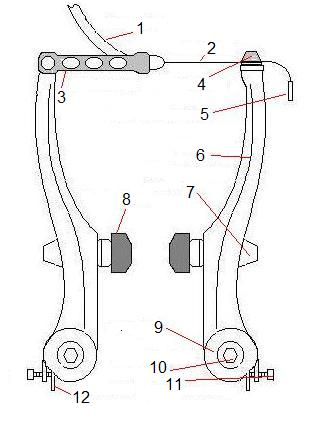
Freni a V, con parti numerate

L'impianto frenante V-Brake si compone di:
- Leve freno in genere sono 2 leve freno al manubrio: una per comandare l'impianto anteriore e l'altra per il posteriore. Le leve freno sono composte da una parte fissa, bloccata al manubrio tramite una fascetta, ed una parte mobile, costituita dalla leva, connessa alla parte fissa tramite un perno che ne permette la rotazione. Di solito hanno la regolazione per precarico del cavo-freno e nei modelli più sofisticati c'è un'ulteriore regolazione per avere maggiore potenza oppure maggiore modulabilità. Rispetto alle leve freno per i cantilever hanno un tiraggio differente: nelle leve per i cantilever la distanza tra il perno della leva e il cavo è di 30 mm, in quelle per i V-brake è di 35 mm, quindi i due tipi di leva non sono interscambiabili.
- Cavo di trasmissione composta da una guaina e un cavo metallico; permette di trasferire il movimento della leva verso il corpo del freno. La guaina è di solito metallica e rivestita di plastica, ma nei modelli più sofisticati è costituita da piccoli cilindretti in alluminio o carbonio (forati internamente).
- Corpo freno è costituito da due parti distinte, caratterizzate dalla forma quasi rettilinea ed allungata che, durante la frenata, serrano da entrambi i lati il cerchio della ruota e in posizione di riposo ricordano vagamente la lettera “V”, da cui la denominazione “V-Brake” (Freno a V).
I due corpi freno si differenziano nell'estremità superiore: uno è dotato di un morsetto che blocca il cavo di trasmissione, mentre l'altro, possiede uno snodo nel quale è inserito a pressione un guida-cavo ricurvo, usato come terminale della guaina. Entrambi i corpi freno sono provvisti di una molla che li tiene distanti dal cerchione, la cui tensione può essere regolata tramite una vite o posizionamento degli stessi. I corpi freno (come pure le leve freno) sono costruiti in genere in pressofusione di alluminio, ma nei modelli più sofisticati e leggeri sono realizzati in "lavorazione CNC" da blocchi di ergal.
Altro elemento che fa parte del corpo-freno è il pattino. Collocato nella parte inferiore dei corpi-freno, è fissato su un'asola, poco al di sopra del punto d'infulcro. È composto da una parte fissata al corpo freno (il cosiddetto portapattino) ed una seconda parte in gomma (il pattino vero e proprio), direttamente a contatto col cerchio della ruota e la quale parte una volta usurata, viene sostituita molto agevolmente con questo tipo di freni. Può essere realizzato con differenti mescole, in modo da garantire migliori prestazioni in condizioni d'uso differenti (terreni asciutti, fangosi o sabbiosi). Tramite una vite a brugola, viene orientato e bloccato nella posizione più idonea sul corpo freno, ad assicurare la frenata senza ostacolare la rotazione della ruota ed interferire con il cerchio.
- Perni sul telaio sono elementi presenti sui telai e sulle forcelle della bicicletta; su tali perni ruotano i corpi freno. I perni sono in genere in acciaio, ma possono essere pure in titanio o in ergal.

## Accorgimenti

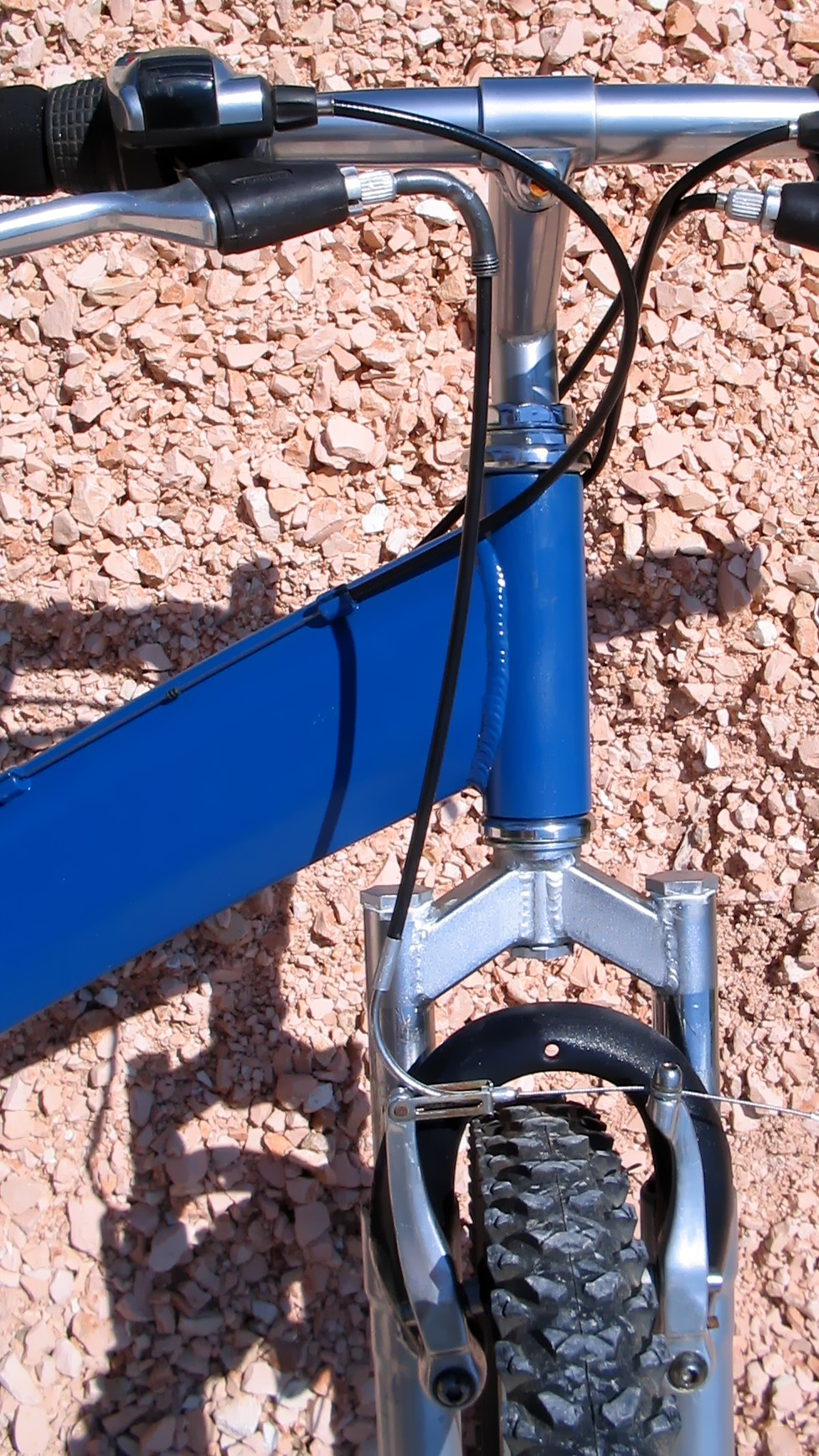
Freni a V, con curva extra per permettere l'azionamento tramite comando/leva destro

Questo sistema come accorgimento può avere:
- Integrazione in alcuni casi (es. in alcuni modelli di produzione Shimano) la leva freno è integrata con il corpo dei comandi per il cambio ed il deragliatore.
- Regolazioni tiraggio sulle leve del freno: ci possono essere in genere 3 regolazioni:

1. il pomello che regola il precarico del tiraggio del cavo-freno (si regola man mano che si consumano le pastiglie);
2. la vite o brugola che regola la distanza della leva-freno dal manubrio;
3. infine nelle leve freno più sofisticate si trova una regolazione della potenza e modulabilità della frenata.

- Movimento rettilineo: in alcuni modelli per evitare la rotazione del pattino si usa un sistema a parallelogrammi e biellette, per assicurare un movimento rettilineo al pattino, mantenendolo costantemente parallelo al profilo del cerchio.

## Vantaggi rispetto ai freni a disco[senzafonte]
1. Minor peso dell'impianto complessivo (leve, corpi freno, guaine e cavi);
2. consentono di utilizzare ruote di peso inferiore (sempre rispetto ai sistemi frenanti a disco);
3. hanno potenza in abbondanza;
4. minor manutenzione;
5. minor costo dell'impianto frenante (corpi freno e leve freno);
6. minor costo dei ricambi (pattini freno, cavi e guaine,...);
7. facilità nel reperimento dei ricambi (in quanto i pattini freno V-brake hanno un solo standard);
8. manutenzione alla portata di molte persone;
9. manutenzione che non richiede attrezzature complesse.
10. infine lo smontaggio della ruota dal telaio della bici è agevolato dal fatto che il guida-cavo può essere sfilato molto velocemente dalla sua sede (quest'azione consente di allontanare i corpi freno dal cerchio e di conseguenza consentire l'estrazione della ruota senza intoppi).